# Bucard de Lechsgemünd
Bucard de Lechsgemünd (circa 1055 - 16 de maig de 1112) va ser bisbe d'Utrecht entre 1099 i 1112. Fou enterrat a la catedral de Sant Martí d'Utrecht.
Els seus pares van ser Kuno de Lechsgemünd i Matilde d'Achaim. Va ser degà a Estrasburg abans d'ésser nomenat bisbe per l'emperador Enric IV del Sacre Imperi Romanogermànic el 1100. Va recolzar l'emperador durant la lluita de les investidures però no va tenir un paper important en això. Va reconèixer el comte Florenci II d'Holanda de West Frísia, amb el títol de comte d'Holanda el 1101.